# Robert Tollet
Pour les articles homonymes, voir Tollet (homonymie).
Robert, baron Tollet, né en 1946 est un professeur et économiste belge à l'ULB, proche du PS.

## Biographie
Il est licencié en sciences économiques; licencié spécial en économétrie (ULB); 
La première moitié de sa carrière, il la fait à partir de 1974 au Bureau fédéral du Plan, comme expert scientifique.
Depuis 1988, il est président du Conseil central de l'Économie, organe qui réunit patrons et syndicats belges. C'est à ce titre que le gouvernement le charge du rôle de conciliateur entre les partenaires sociaux,.
Il sera aussi mis à la tête de la Société Fédérale de Participations. Il dirige toujours cette dernière, héritière de la CGER-Holding, devenue en 2006 la Société fédérale de Participations et d’Investissements (SFPI).
Il est amateur d’art, ce qui l’a conduit à présider le comité de patronage de l'Institut du Patrimoine wallon, 
l’institution qui organise chaque année les Journées du Patrimoine au sud du pays.
En 1994, il sera chargé de recherche, puis président du CA de l'ULB de 1995 à 2003.
Il a été élevé au rang de baron par le roi Albert II de Belgique en 1999.

## Distinctions
- Citoyen d'honneur de Liège (2012)[3]

### Sources
- « Robert Tollet, conciliateur né », La Libre Belgique, 5 décembre 2008 [lire en ligne].
- « Robert Tollet, socialiste d'influence et de dialogue pile et face », Le Soir, 17 janvier 1995, [lire en ligne].